# En la red de mi canción
En la red de mi canción es una película española de comedia musical, estrenada el 6 de diciembre de  1971, dirigida por Mariano Ozores y protagonizada en los papeles principales por Concha Velasco, Cassen y Andrés do Barro.
Cabe destacar que la voz de Andrés do Barro fue sustituida por la de un actor de doblaje profesional; no así sus canciones, las cuales sonaron en su versión original en gallego.

## Argumento
Andrés vive más pendiente de la música que de acceder a la dirección de la compañía pesquera de su padre Manuel. Aparece en su vida Elena, que primero se interesa por él con vistas a conseguir un acuerdo con empresa de su padre, pero se enamorará de él y le ayudará en su sueño de ser cantante.

## Reparto
- Concha Velasco como Elena Ballesteros.
- Cassen como Manolo Tudela.
- Andrés do Barro como Andrés Duval.
- Antonio Ozores como Don Pepe.
- Fernanda Hurtado como Margarita.
- Álvaro de Luna como E. Avilés
- Goyo Lebrero como Don Ramón.
- Alfredo Mayo como	Don Manuel Duval.
- Florinda Chico como Doña Rosa.
- Rafaela Aparicio como Doña Elvira.